# Olof Brunæus
Karl Olof Brunæus, född 3 juni 1896 i Nyköping, död 23 september 1962 i Bromma, var en svensk inspicient.

## Biografi
Brunæus genomgick folkskola och teknisk skola. Inträdde i filmbranschen 1919, var verksam som andre regissör sedan 1918 vid de flesta Stockholmsscener. Han var anställd som inspicient vid AB Europa Studio i Stockholm sedan 1932.
Brunæus var gift med Ester Lundstedt. 

## Barn
- Maj-Britt, född 1926
- Ulla, född 1930

## Teater

### Roller (ej komplett)
| År   | Roll                   | Produktion                                | Regi                         | Teater        |
| ---- | ---------------------- | ----------------------------------------- | ---------------------------- | ------------- |
| 1926 | Andre mannen av folket | Lycko-Pers resa August Strindberg         | Rune Carlsten                | Oscarsteatern |
| 1927 | En modehandlare        | Så tuktas en argbigga William Shakespeare | Gösta Ekman Johannes Poulsen | Oscarsteatern |
| 1929 | Thomsen                | Kära släkten Gustav Esmann                | Rune Carlsten                | Oscarsteatern |